# Carea varipes
Carea varipes är en fjärilsart som beskrevs av Walker 1856. Carea varipes ingår i släktet Carea och familjen trågspinnare. Inga underarter finns listade i Catalogue of Life.